# Kai (hundras)
För andra betydelser, se Kai.
Kai eller kai ken är en japansk hundras av spetstyp. Den erhöll 1935 status som "nationalmonument". Rasen är inte särskilt vanlig ens i Japan.

## Historia
Kai anses stå nära kishu och shikoku som också är mellanstora raser. Den gemensamma beteckningen är shika-hundar.
Den avlades fram i distriktet Kai i prefekturen Yamanashi på huvudön Honshu. Området är omgivet av höga berg och kai har utvecklats i relativ isolering under lång tid. Första gången den visades på hundutställning var 1930 och den erkändes som ras av den japanska kennelklubben 1931.

## Egenskaper
Dess ursprungliga användningsområde var som jakthund på hjort och vildsvin. Den anses vara en god simmare och klättrare. Kai är en självständig hund som är reserverad mot främlingar men trofast mot sin ägare.

## Utseende
Kai är av medelstorlek med kilformat huvud och spetsiga öron. En hanhund blir runt en halvmeter hög, tikarna något lägre. Svansen hålls rullad över ryggen eller krökt i en båge. Ben och hasor är starkt byggda och minner om att hundens naturliga habitat är bergsområden. Pälsen är grov, av medellängd och är antingen helt mörk eller ljusare och strimmig.
Kai är en intelligent hund, livlig och modig. Den är en typisk jägare och kan bli en mycket duglig vakthund. Lika trogen den är sin familj, lika avståndstagande brukar den vara inför främlingar. Den är godmodig och tolerant mot barns behandling och är vanligtvis inte särskilt aggressiv gentemot andra hundar.

## Kai i populärkultur
Kai förekommer ofta i mangaserier, exempelvis i Ginga Nagareboshi Gin och Ginga Densetsu Weed och framställs alltid nästan tigerrandiga. Där förekommer hundarna Akatora (Röda tigern), Chutora (Mellan tigern), Kurotora (Mörka tigern) i Ginga Nagareboshi Gin som bröder och Kagetora (Skuggtigern, Kurotoras son) i Ginga Densetsu Weed.